# Justin Haber
Justin Haber (ur. 9 czerwca 1981 we Florianie) – maltański piłkarz występujący na pozycji bramkarza w Birkirkara FC. Jest także reprezentantem Malty.

## Kariera klubowa

### Malta
Justin Haber rozpoczął swoją karierę w maltańskim klubie Floriana FC. W ciągu pięciu lat gry rozegrał 23 spotkania. W tym czasie został też wypożyczony do bułgarskiego zespołu Dobrudża Dobricz.
W 2002 roku przeszedł do Birkirkara FC. Przez trzy lata grał regularnie. Na Malcie grał także w sezonie 2006/2007, w klubie Marsaxlokk FC.

### Europa
Po opuszczeniu kraju po sezonie 2004/2005, trafił do francuskiego klubu US Quevilly. Potem grał także w belgijskim Royal Excelsior Virton, greckim Chaidari F.C. i angielskim Sheffield United.

### Węgry
Justin Haber do Ferencvárosu trafił po raz pierwszy w sierpniu 2009 roku na zasadzie wypożyczenia do końca roku z siostrzanego klubu Sheffield United. Po zakończeniu tego okresu Haber przeniósł się definitywnie do węgierskiego zespołu.

### Malta
Od sezonu 2012/13 powrócił do ligi maltańskiej.